# 環球航空843號班機事故
環球航空843號班機（TW843，TWA843）是一架由紐約飛往舊金山的美國國內航班。1992年7月30日，編號為N11002的一架洛克希德L-1011執行此班機，在紐約約翰·甘迺迪國際機場起飛時墜毀，機上人員全部逃生，飛機起火報廢。

## 經過
TW843號班機於17時16分離開停機位，17時25分獲准滑行至13R跑道。17時40分，飛機開始加速，準備起飛，於17時41分03秒離地。起飛後不久，失速預警振桿器被觸發，正在駕駛飛機的副機長無法繼續操作，機長開始控制飛機，決定中斷起飛，但飛機當時並未失速。
這架L-1011三星式客機在升空6秒後以14英呎每秒的速度下降落地，這一速度已超越該機結構能承受的最大速度6英呎每秒。最大制動和推力反向器已經啟動，但飛機並未減速，而是撞向跑道盡頭左側的空地，右側機翼受損並起火。

## 逃生
機上當時載有9名當班乘務員和280名乘客，乘客中包含5名未執勤的乘務員，這五人與值班乘務員一道幫助乘客逃生。機上的8個緊急出口中也只有3個開放，但機上所有人員仍在90秒內撤離飛機，無人死亡。

## 涉事航機

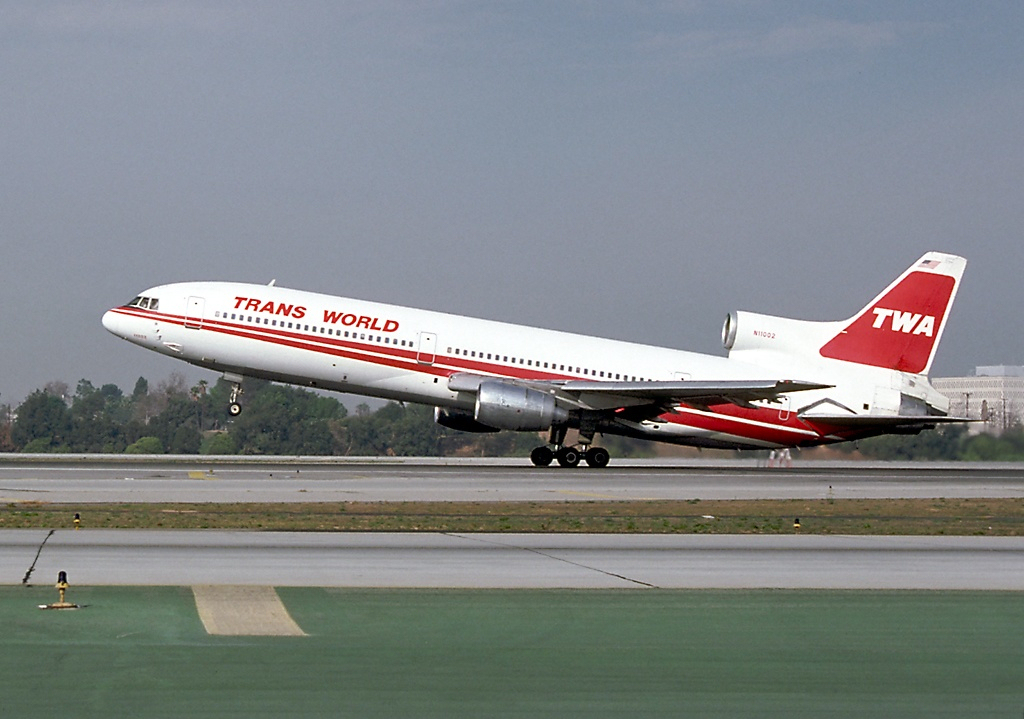
涉事飛機，1981年攝於洛杉磯

在事故中墜毀的客機為一架1972年出廠的L-1011，生產序列號1014，是交付給環球航空的第二架三星式客機，使用三台勞斯萊斯RB211-22B引擎。此前，該機曾先後租予美國東方航空和環美航空。
事發時，該機設有28個頭等艙座位、48個公務艙座位和199個經濟艙座位。

## 事故原因
美國國家運輸安全委員會的調查顯示，TW843事故的原因是機長在失速預警振桿器被錯誤觸發後中斷起飛。

## 外部連結
- TWA843事故的專題網站 （页面存档备份，存于）（環球航空乘務員凱·錢德勒對此事故的記述）